# تانگولو

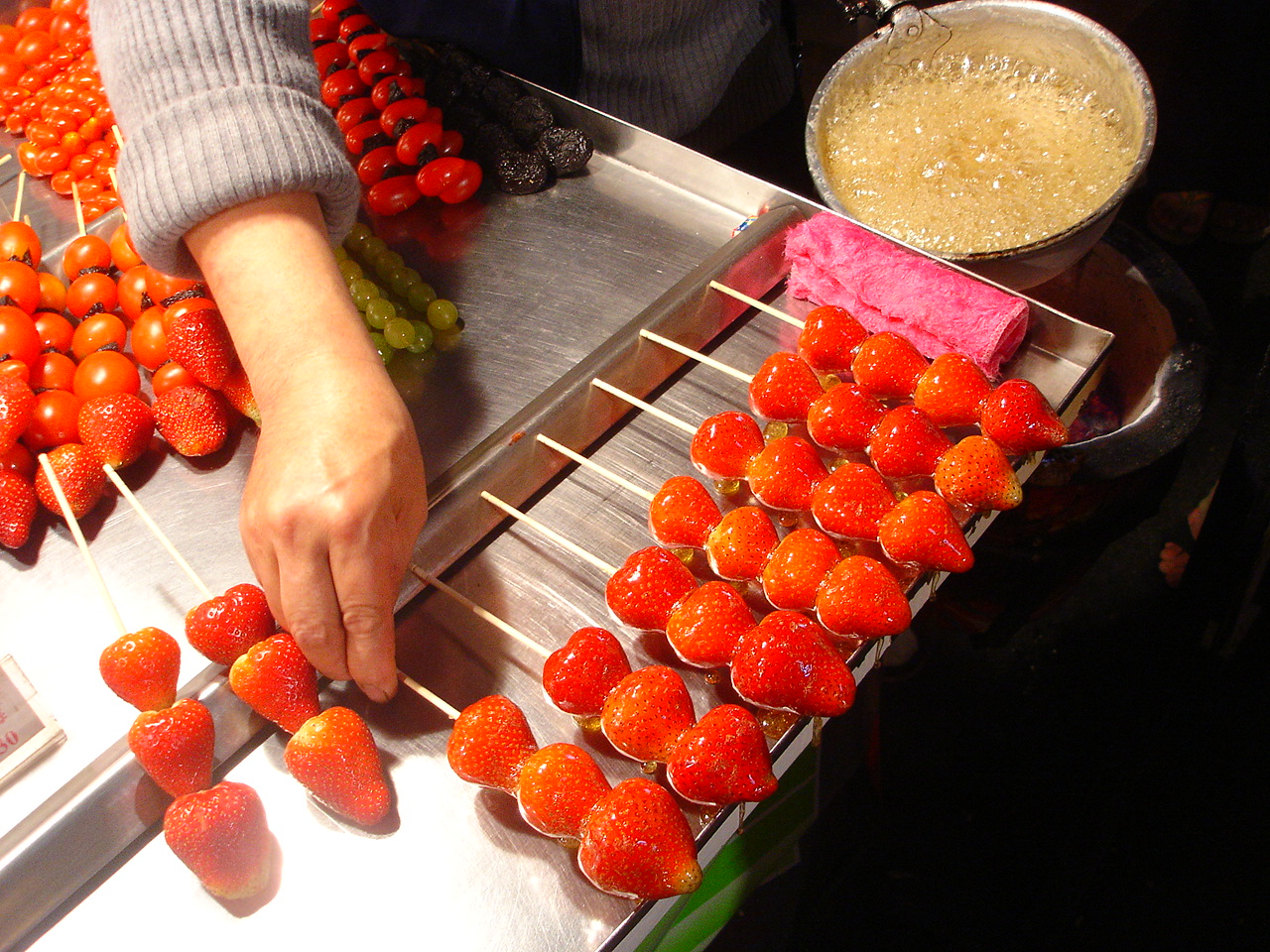
توت فرنگی آغشته با پوشش شکر برای فروش به عنوان یک تانگولو.

تانگولو (Tanghulu) (به معنای میوه آبنباتی یا میوه نباتی یا میوه قندی) یک میان وعده سنتی چینی است که از میوه‌های قندی شده (آب نبات) تشکیل می‌شود. تانگولو نشات گرفته از شمال چین است اما در حال حاضر معمولاً در بسیاری از شهرهای چین مانند پکن، تیانجین و شانگهای هم در دسترس است. تانگولو شامل میوه‌هایی است که با استفاده از قند، آبنباتی شده‌اند و دارای پوشش سخت قندی هستند. این میوه‌ها بر روی سیخ‌های بامبو ارائه می‌شوند که در حدود ۲۰ سانتی‌متر بلندی دارند.
تانگولو به طور معمول دارای یک پوشش شکری سخت است که از فروبردن سیخ میوه در شربت غلیظ ایجاد می‌شود؛ ممکن است برای پوشش از شکلات یا گرد کنجد هم استفاده شود. زالزالک چینی میوه اصلی و سنتی برای ساخت تانگولو است اما امروزه انواع میوه‌های دیگر مانند گوجه گیلاسی، پرتقال ماندارین، توت فرنگی، زغال اخته، آناناس، کیوی، موز یا انگور هم برای این منظور به کار می‌روند..